# Познышев, Сергей Викторович
Серге́й Ви́кторович По́знышев (3 мая 1870, Московская губерния — 3 января 1943, Москва) — российский учёный-правовед, криминолог и психолог, профессор Московского университета, Московского психоневрологического института, Тулузской академии наук. Идеи С.В. Познышева  оказали влияние на развитие отечественного правоведения и отечественной юридической психологии. Сам С.В. Познышев свои идеи определял как синтез классического, социологического и психологического направлений в уголовном праве и именовал «этико-социологическим направлением».

## Биография
Происходил из мелкопоместных московских дворян. Родился в в Московской губернии 3 (15) мая 1870 года в семье майора, служившего помощником заведующего Московской обмундировальной мастерской.
В 1889 году окончил Тульскую гимназию. Затем учился на юридическом факультете Московского университета (1890—1894), который закончил с дипломом 1-й степени. Продолжил образование на естественном отделении физико-математического факультета (1894—1897). В 1898—1901 годах был профессорским стипендиатом при кафедре уголовного права Московского университета. В 1900 году сдал магистерские экзамены по уголовному праву, а в марте 1901 года — по уголовному процессу и полицейскому праву. Прочитав две пробные лекции («О смертной казни» и «О границе, отделяющей покушение от действий приготовительных») получил в январе 1902 года звание приват-доцента и читал в Московском университете до 1905 года обязательный курс «Учение о наказании», одновременно ведя необязательные практические занятия по общей и особенной части уголовного права на третьем и четвёртом курсах.
В мае 1905 года защитил в киевском университете Св. Владимира магистерскую диссертацию «Основные вопросы учения о наказаниях» и стал читать в Московском университете весь курс общей части уголовного права; вёл практические занятия по уголовному праву.
Защитив в Московском университете диссертацию «Религиозные преступления с точки зрения религиозной свободы» (1906), получил степень доктора уголовного права и был утверждён экстраординарным профессором кафедры уголовного права и уголовного судопроизводства; с апреля 1910 года — ординарный профессор этой кафедры, а с ноября 1912 года, одновременно, состоял ординарным профессором Императорского лицея в память Цесаревича Николая.
Проректор Московского университета (1915—1917). В этот период Познышев ведёт активную научную работу, регулярно издает крупные труды по различным областям юридической науки. Ознакомившись с опытом Бельгии, Франции, Австрии, Венгрии и Швейцарии, публикует работы, посвящённые бельгийским, венгерским и швейцарским тюрьмам. Познышев приобретает международную известность. Являясь членом Русской группы международного Союза уголовного права при Юридическом обществе, принимает участие в конгрессах Международного союза криминалистов.
После революции продолжал преподавание в Московском университете. Профессор юридико-политического отделения факультета общественных наук Московского университета (1919—1921). Несмотря на лояльное отношение Познышева к советской власти, он не принял идеи марксизма: «Я не марксист. Я никогда им не буду»,— говорил Познышев и до конца жизни не изменил своих взглядов.
В 1923 году Познышев переиздаёт учебник тюрьмоведения, написанный до революции, который в советском издании называет «Основы пенитенциарной науки». Эта книга, отличающаяся богатым фактическим материалом, до настоящего времени не потеряла актуальности.
Познышев часто консультировал работников НКЮ РСФСР по сложным правовым вопросам. В 1922 году был в комиссии по составлению проекта УК РСФСР.
В 1925 году обсуждалось приглашение Познышева на должность старшего научного сотрудника в организовывающийся Государственный институт по изучению преступности, но вопрос был решён отрицательно из-за принципиального нежелания Познышева отказаться от идеалистического мировоззрения и его отрицательного отношения к материалистической диалектике. Однако Познышев стал персональным членом Учёного совета института.
С 1928 года читал лекции по криминальной психологии на Московских курсах для экспертов. В 1930 году — заведующий отделом общественных наук Государственной библиотеки.
К началу войны Познышев нигде не работал, его материальное положение было крайне тяжелым. В это время он начинает перевод на русский язык учебника уголовного права Блэкстона. Однако из-за смерти работа не была доведена до конца.

## Типология преступников
Исходя из соотношения личностных особенностей (эндогенных факторов) и внешних обстоятельств (экзогенных факторов), толкнувших субъектов на преступление, Познышев делит преступников на два основных типа: эндогенных и экзогенных.
Эндогенные преступники — это лица, предрасположенные к известным видам преступной деятельности: они сами ищут условия для реализации своего преступного замысла. Высшей степенью предрасположения к преступлению обладают преступники-профессионалы. Основной признак профессионального преступника — склонность к удовлетворению своих потребностей посредством данного преступления, образующая как бы установку его личности на определённое преступление. Эндогенные преступники делятся на три подтипа: импульсивные преступники, эмоциональные преступники и расчетливо-рассудочные преступники.
Экзогенные преступники — это лица, совершившие преступления вопреки своим расчетам и ожиданиям. Обстоятельства так резко и быстро изменились и дали такой толчок к преступлению, что под их давлением человек не устоял. Это люди, потерпевшие крушение в жизненных бурях, вставшие на преступный путь под давлением обстоятельств, хотя и не столь тяжёлых, но все-таки превышавших обычные жизненные затруднения. Они прожили бы всю жизнь, не сталкиваясь с уголовным судом и законом, если бы не попали в данное положение.
Тип экзогенных преступников, характеризующийся пониженной сопротивляемостью неблагоприятным внешним обстоятельствам, имеет два подтипа: лица, которые с достаточной ясностью не увидели иных, не преступных выходов из своего положения и лица, видевшие социально приемлемый, не преступный выход из создавшегося положения, но не обладавшие достаточной энергией, чтобы своевременно его использовать.

## Основные труды
- Задачи общественных наук в связи с основами этики / [Соч.] С. В. Познышева, проф. Имп. Моск. ун-та. — Москва: тип. Имп. Моск. ун-та, 1908. — [4], 165, [2] с.
- Учение о карательных мерах и мере наказания: Курс, сост. по лекциям проф. С. В. Познышева. — Москва: О-во взаимопомощи студентов-юристов Моск. ун-та, 1908. — 181, [2] с.
- Детская преступность и меры борьбы с нею / С. В. Познышев; Моск. о-во борьбы с дет. преступностью. — М., 1911. — С. 35—103: ил. — (Из лекций весеннего семестра 1910 г.; [вып.] 2).
- Очерки тюрьмоведения / С. В. Познышев, проф. Имп. Моск. ун-та. — Москва: Печ. А. И. Снегиревой, 1913. — [2], II, 264 с.
- Элементарный учебник русского уголовного процесса / [соч.] С. В. Познышева, проф. Московского ун-та. — Москва: Г. А. Леман, 1913. — [2], VI, 329 с.
- К вопросу о преобразовании нашей каторги / Проф. С. Познышев. — Москва: печ. А. И. Снегиревой, 1914. — 18 с.
- Основы пенитенциарной науки / С. В. Познышев, проф. Гос.Моск. психо-неврол. ин-та, проф. Междунар. акад. наук в Тулузе. — Москва: Юрид. изд-во Наркомюста, 1923. — 342 с., 20 л. ил.: табл.
- Детская беспризорность и меры борьбы с ней / Проф. С. В. Познышев. — [Москва]: Новая Москва, 1926. — 136 с.: табл. — (Библиотека «Вестника просвещения»).
- Криминальная психология: Преступные типы / С. В. Познышев, проф. — Ленинград: Гос. изд-во, 1926. — 255 с.
- Криминальная психология. Преступные типы. О психологическом исследовании личности как субъекта поведения вообще и об изучении личности преступника в частности. — М.: Инфра-М, 2007. (Библиотека криминолога)
- Религиозные преступления с точки зрения религиозной свободы. — М.: Книга по Требованию, 2011.